# 郑地号潜水艇
鄭地（朝鮮語：정지、转写Jeong Ji, SS-073；SS0-73鄭地）、大韩民国海軍潜水艦。孫元一級潜水艇2号艦。艦名取自高麗末期武将鄭地。

## 艦歷
「鄭地」号为現代重工業蔚山造船所建造。2004年起工、2007年6月13日下水、2008年12月2日 服役于在鎮海的第9战团。

## 描述
艦種是不依赖空气推进通常動力型潜水艦，艦級是孫元一級潜水艦（214型潜艇），排水量：水上1,700吨，水中1,860吨，全長65.0m，全幅6.3m，吃水6m。

### 机关
柴电动力与不依赖空气推进方式、1軸推進。 
- MTU腓德烈斯哈芬有限公司制造16V 396柴油引擎 × 1基（3.12兆瓦）
- HDW PEM公司制造的質子交換膜燃料電池 × 9基（306千瓦）
- 西门子公司 Permasyn電動機 × 1基（2.85MW）

### 机关出力
- 速力 水上 12kt
- 水中 20kt

### 深度与载人
- 潜航限界深度： 250m（试验数值400m）
- 乗員： 士官5名、兵員22名

### 搭載量
- 魚雷 × 16
- AGM-84魚叉反艦飛彈
- 天龙巡航导弹[3]

### 装备与电子战
- 533mm鱼雷发射管 × 8門
- 电子战・对抗手段： 魚雷干扰

## 脚注
1. ↑  中央日報 最新鋭潜水艦「鄭地」　蔚山で進水式 （页面存档备份，存于） 2007年6月13日
2. ↑  中央日報 【写真】最新鋭の潜水艦「鄭地艦」 2008年12月5日
3. ↑  국산 잠대지 미사일 서해 배치...사거리 300km （页面存档备份，存于）YTN 2010年12月10日

## 參閱
- 岛山安昌浩级潜艇